# Nicea di Macedonia
Nicea (greco: Νίκαια, Nikaia; Pella, 335 a.C. circa – 300 a.C. circa) è stata una nobildonna macedone antica.
Figlia del reggente di Macedonia Antipatro, fu la prima moglie di Lisimaco, che le dedicò, alla sua morte, la città Nicea in Bitinia.

## Biografia
Le fonti antiche non ci hanno conservato molte notizie di Nicea (dal greco: Νίκαια, letteralmente "la vittoriosa", da Νίκη, vittoria), figlia di Antipatro, stratego di Macedonia nominato da Alessandro Magno e, alla morte di questi (323 a.C.), confermato nel ruolo dal reggente Perdicca.
Sappiamo da Diodoro Siculo che era stata promessa sposa allo stesso Perdicca, e da Strabone che, dopo la morte di questi, fu invece data in sposa, nel quadro delle alleanze tra diadochi, al satrapo di Tracia Lisimaco.
Non sappiamo con certezza la data della sua morte, ma sempre secondo la testimonianza di Strabone, Lisimaco, dopo la battaglia di Ipso cambiò il nome della città Antigoneia, da poco fondata da Antigono I Monoftalmo, in Nicea, in onore della moglie defunta. La città conserva tuttora questo nome, pur traslitterato in Iznìk (in greco: εἰς Νίκαια, "a Nicea").
Da Lisimaco, Nicea ebbe i figli Agatocle, Euridice ed Arsinoe I.